# هالیوود (فیلم ۱۹۲۳)
هالیوود (انگلیسی: Hollywood) یک فیلم به کارگردانی جیمز کروز است که در سال ۱۹۲۳ منتشر شد. 
از بازیگران آن می‌توان به بس فلاور، جیمز فینلیسون و راسکو آرباکل اشاره کرد.